# Dr. Mabuse, der Spieler
Dr. Mabuse, der Spieler är en stumfilm i regi av Fritz Lang. Filmen, som spelades in 1921 och 1922, består av två delar om vardera sex akter. Den bygger på ett manus av Thea von Harbou, som utgick ifrån en roman av Norbert Jacques.

## Handling
Del 1: Dr. Mabuse, der große Spieler
Doktor Mabuse är läkare och psykoanalytiker. Hans läkarpraktik är emellertid en fasad för ett kriminellt dubbelliv. Han är hjärnan bakom ett maffialiknande nätverk, som till och med har infiltrerat polisen. På nätterna uppträder Mabuse i olika förklädnader på nattklubbar, liksom på lagliga och illegala kasinon, där han vid kortspel manipulerar sina medspelare med hypnos och förleder dem att göra för stora insatser och förlora. Dessutom manipulerar Mabuse börskurserna genom att stjäla handlingar och sprida falsk information. Han är inblandad i spionage och äger hus, bilar, yachter, nattklubbar och till och med ett tryckeri som pressar falska sedlar. Den förmögenhet han har samlat ihop på detta sätt investerar han i storskalig smugglingsverksamhet. Han är en maskens och hypnosens mästare och han vill med sitt förbrytarband upprätta ett laglöst skräckvälde i 1920-talets Berlin, en "stat i staten" som han själv senare uttrycker det.
Åklagaren von Wenk, som leder en specialrotel för bekämpning av illegal spelverksamhet, kommer den demoniske förbrytaren på spåren. Trots polisens alla ansträngningar räcker dock bevisen inte till för att gripa Mabuse. På en spelklubb lär von Wenk känna grevinnan Told, som han lyckas övertala att samarbeta. Doktor Mabuse fortsätter under tiden att missbruka mänskligheten för sina egna ändamål. Hans blick är en befallning, som ingen kan motstå. Vid slutet av den första delen av filmen står Mabuse på höjden av sin makt. Ingen av hans motståndare kan mäta sig med honom.
Del 2: Dr. Mabuse – Inferno des Verbrechens
Grevinnan Told misslyckas med det uppdrag hon fått av von Wenk, att locka information ur Cara Carozza, en medbrottsling till Mabuse, som hon har följt efter till fängelset. För att bevisa sin kärlek för Mabuse begår Cara Carozza i stället självmord. Mabuse åtrår för egen del grevinnan Told. Han kidnappar henne och störtar hennes man, en degenererad adelsman, i fördärvet, först genom falskspel och slutligen genom att med hjälp av hypnos förmå honom att skära halsen av sig. Doktor Mabuses undergång tar sin början: Han vill röja von Wenk, sin siste motspelare, ur vägen. Mordförsöket misslyckas och ger von Wenk en öppning att slå tillbaka. Han tränger in Mabuse i ett hörn. Polisen belägrar Mabuses hus, där han befinner sig tillsammans med sitt gäng. Han försvarar sig med en sådan envishet att det blir nödvändigt att sätta in militär. Mabuse lyckat trots detta undkomma än en gång. Han flyr genom stadens avloppssystem och tar sig till sitt sedeltryckeri. Där upptäcker han emellertid att alla flyktvägar är spärrade, liksom vägen tillbaka. Han sitter som ett djur i fällan och bryter ihop. Han ser bilder för sin inre syn. Hans offers gengångare förföljer honom. Polisen hittar Mabuse sittande i en hög med falska sedlar, vansinnig.

## Rollista
- Rudolf Klein-Rogge – Dr. Mabuse
- Aud Egede-Nissen – Cara Carozza
- Gertrude Welcker – Gräfin Dusy Told
- Alfred Abel – Graf Told / Richard Fleury (US versionen)
- Bernhard Goetzke – State prosecutor Norbert von Wenk / Chief-Inspector De Witt (US versionen)
- Paul Richter – Edgar Hull
- Robert Forster-Larrinaga – Spoerri
- Hans Adalbert Schlettow – Georg, chauffören
- Georg John – Pesch
- Charles Puffy – Hawasch
- Grete Berger – Fine, en betjänt
- Julius Falkenstein – Karsten
- Lydia Potechina – Die Russin / Rysk kvinna
- Julius E. Herrmann – Emil Schramm
- Julietta Brandt (ej krediterad)
- Max Adalbert (ej krediterad)
- Anita Berber (ej krediterad)
- Paul Biensfeldt (ej krediterad)
- Gustav Botz (ej krediterad)
- Lil Dagover (ej krediterad)
- Heinrich Gotho (ej krediterad)

## Titeln
Det tyska begreppet “Spieler” är mångtydigt. Det kan avse bland annat hasardspelare, skådespelare eller dockspelare men även lek (“Spielen”) som tidsfördriv. Doktor Mabuse är allt detta. Han spelar hasardspel och uppträder då under förklädnad och manipulerar andra människor med hypnos. Att leka med människor, deras känslor och öden är det enda som i längden intresserar honom, berättar han för grevinnan Told.

## Tolkning
Dr. Mabuse  var en sensationsfilm och en framgång. Roten till framgången låg emellertid inte främst i det sensationella, som i viss utsträckning hamnade i bakgrunden. Den var i stället att filmen utgjorde en tidsskildring. Filmen skulle vara en spegelbild av Weimarrepubliken. Fritz Lang skildrar tidens laglöshet, nattlokaler, spelhålor, orgier, anarki och prostitution. 
När Mabuse ska karakteriseras går det inte att bortse från Nietzsches övermänniska. Figuren Mabuse har ofta tolkats som en spegelbild av Adolf Hitler. Den första Mabusefilmen innehåller dock inga sådana ansatser. Det är först i Dr. Mabuses testamente, som spelades in 1932, en kort tid före Hitlers maktövertagande, som Lang inbjuder till en sådan tolkning. Den förföriske storförbrytaren Mabuse får fälla yttranden som är citat från ledande nazister. Den tidige Mabuse från 1922 förkroppsligar dock – enligt Lang – den kriminella “antistaten”, medan Hitler står för den “starka staten”.

## Visning i Sverige
Den svenska censurmyndigheten, Statens biografbyrå, förbjöd i augusti 1922 offentlig visning av filmen i Sverige.